# Messerschmitt Bf 109
Messerchmitt Bf-109 bio je njemački avion-lovac u Drugom svjetskom ratu. Konstruirao ga je Willy Messerschmitt u ranim 1930-im godinama. Jedan je od prvih modernih lovaca tadašnjeg doba. Trup je bio "monokok" konstrukcije, kod koje većinu opterećenja nosi metalna oplata jer unutrašnjost nema poprečnih elemenata. Imao je uvlačivo podvozje a poklopac kabine iznad trupa omogućavao je pogled na sve strane.  

## Razvoj
Zrakoplov je prvi puta uzletio 28. svibnja 1935. godine, a u borbi prvi puta korišten je 1936. godine u španjolskom građanskom ratu.

Lovački zrakoplov kojega je pokretao Daimler-Benzov motor hlađen na vodu. Bio je to lovac kratkog daha jer je u zraku mogao provesti svega 90 minuta i to je između ostaloga jedan od razloga zašto su Nijemci izgubili Bitku za Britaniju. Prednost koju je imao pred svojim najvećim neprijateljem Spitfireom je bila u tome što je mogao postići veću nadmorsku visinu leta te brzinu uspinjanja. Za vrijeme Drugog svjetskog rata proizvedeno je oko 35.000 komada ovakvih zrakoplova uz stalnu doradu. Zadnji model bio je verzije K, koja je ujedno bila i najbrža inačica toga zrakoplova u drugom svjetskom ratu.
Neki izvori Bf109 označavaju kao "Me"-109, ali to je prihvaćeno tek kasnije tijekom rata i na drugim tipovima zrakoplova istog konstruktora.
Gotovo svi oblici Bf109 korišteni su i u drugim zrakoplovstvima osim matičnog Luftwaffea. Zrakoplovstva Španjolske, Kraljevine Jugoslavije, Nezavisne Države Hrvatske, Finske, Italije, Rumunjske, Bugarske, Mađarske, Slovačke, Švicarske također su ih koristili. U Kraljevini Jugoslaviji čak se dogodio i paradoks da su se ti zrakoplovi sukobili s istim zrakoplovima Luftwaffea kada je nacistička Njemačka napala Kraljevinu Jugoslaviju. NDH je pred kraj Drugog svjetskog rata čak dobila i moderne zrakoplove Bf109G-10 i G-14, ali u manjem broju. Dio je uništen, dio je prešao u ruke partizanskih snaga, a najmanje dva su preletjela u Italiju na kraju rata.
Nakon rata određeni broj zrakoplova sastavljen je od dijelova nađenih u tvornicama u Čehoslovačkoj (na osnovi modela G i K) i Španjolskoj (na osnovi modela E). Na oba modela postavljena je zamjenska pogonska grupa. Izraelsko ratno zrakoplovstvo čak je koristilo zrakoplove iz Čehoslovačke u ratnim operacijama.
Neslužbena "imena" pojedinih inačica:
A - Anton,
B - Berta,
C - Cezar,
D - Dora,
E - Emil,
F - Friedrich,
G - Gustav,
K - Karl

## Tehničke karakteristike (Bf 109 G-6)
Osnovne karakteristike
- posada: 1
- dužina: 8,95 m
- raspon krila: 9,925 m
- površina krila: 16,05 m2
- visina: 2,6 m

Letne karakteristike
- najveća brzina: 640 km/h
- ekonomska brzina: 590 km/h
- dolet: 850 km
- brzina penjanja: 17,0 m/s
- najveća visina leta: 12.000 m
- specifično opterećenje krila: 199.8 kg/m2
- motor: 1× Daimler-Benz DB 605A-1 klipni V12 motor
  - propeler: VDM-9 propeler